# 조연우 (성우)
조연우(1980년 6월 5일 ~ )는 대한민국의 성우로, 2010년 한국방송 성우극회 공채 35기로 입사했다.

## 출연작

### TV 애니메이션
- 트레인 히어로 (재능TV) - 고
- 우파루의 모험 (SBS)
- 이웃집 외계인 지그 & 재그 (애니맥스) - 허니
- 마법여우 주비 (SBS) - 바바
- 헬로 카봇 붐바 (SBS) - 도저밤밤
- 디지몬 고스트 게임 (재능TV) - 오보로몬(황), 데이터몬
- 나비의 모험 (SBS) - 구구

### 외화
- 삼국지 (KBS) - 장수, 이풍
- 아틀란티스 (KBS) - 싸이러스
- 판관 포청천 2012 (채널A) - 고력, 곽현

### 내레이션
- 함께 사는 세상 희망 프로젝트 - 나누면 행복 (MBC)
- MBC 다큐프라임 349회 : 콜라겐을 채워라 : 건강수명의 거울, 피부 (MBC)

### KBS
소설극장 (KBS 제3라디오)
- 2010.02.08 ~ 2010.03.13 김원일 <마당 깊은 집> (주억술)
- 2010.03.18 ~ 2010.03.26 윤대녕 <제비를 기르다> (사내)
- 2010.04.02 ~ 2010.04.05 윤대녕 <편백나무숲 쪽으로> (백부)
- 2010.04.11 ~ 2010.04.17 윤대녕 <못구멍> (동료강사)
- 2010.04.20 ~ 2010.04.24 윤대녕 <마루 밑 이야기> (군인)
- 2010.05.13 ~ 2010.05.18 박완서 <거저나 마찬가지> (고교 선배의 남편)
- 2010.07.24 ~ 2010.08.27 박민규 <삼미 슈퍼스타즈의 마지막 팬클럽> (교복집 주인 / 모케레 음베음베 / 기사 낭독 외)
- 2010.08.28 ~ 2010.09.01 F. 스콧 피츠제럴드 <벤자민버튼의 시간은 거꾸로 간다> (옷 가게 점원)
- 2010.09.08 ~ 2010.09.10 F. 스콧 피츠제럴드 <도자기와 분홍> (젊은 남자)
- 2010.09.10 ~ 2010.09.16 F. 스콧 피츠제럴드 <리츠칼튼 호텔만 한 다이아몬드> (퍼시)
- 2010.09.10 ~ 2010.09.24 F. 스콧 피츠제럴드 <메이데이> (조지 키)
- 2010.09.25 ~ 2010.09.26 F. 스콧 피츠제럴드 <치프사이드의 타르퀴니우스> (부상당한 남자)
- 2010.09.26 ~ 2010.10.01 F. 스콧 피츠제럴드 <오, 적갈색 머리카락 마녀> (아서)
- 2010.10.06 ~ 2010.10.06 F. 스콧 피츠제럴드 <산골소녀, 제미나> (외지인)
- 2010.10.07 ~ 2010.11.13 박현욱 <아내가 결혼했다> (부분 낭독 / 관리인)
- 2011.01.02 ~ 2011.02.13 조정래 <허수아비 춤> (강기준)
- 2011.02.14 ~ 2011.04.06 은희경 <소년을 위로해줘> (조재욱)
- 2011.04.07 ~ 2011.05.21 권비영 <덕혜옹주> (갑수 / 사내 / 다케유키 친구 / 청년)
- 2011.07.03 ~ 2011.08.15 박범신 <은교> (김형사)
- 2011.08.16 ~ 2011.09.27 최인호 <낯익은 타인들의 도시> (K / 레인저)
- 2011.09.28 ~ 2011.11.04 오세영 <북벌> (집사 / 효종 / 조부)
- 2011.11.05 ~ 2011.11.14 성석제 <호랑이를 봤다> (편지 낭독 / '속아서 까페를 산 사람의 이야기' 편 낭독)
- 2011.11.15 ~ 2012.01.23 정유정 <7년의 밤> (박주임)

라디오 극장 (KBS 한민족 방송)
- 2010.02.01 ~ 2010.02.28 박범신 <풀입에서 눕다> (은지 부)
- 2010.03.01 ~ 2010.03.31 이덕일 <이회영과 젊은 그들> (이선구, 신채호, 일경, 김형환, 백정기, 오치휘 외)
- 2010.07.01 ~ 2010.07.31 권비영 <덕혜옹주> (청년, 청년 2, 순사, 기사 낭독, 사내 2, 학생 1, 청년)
- 2010.08.01 ~ 2010.08.31 김성종 <최후의 증인> (운전사, 우식, 무선병, 기자 1, 경찰, 기자)
- 2010.10.01 ~ 2010.10.31 진 산 <대사형> (표사 1, 산동삼흉 2, 사공, 거경방도1)
- 2010.11.01 ~ 2010.11.30 양귀자 <원미동 사람들> (장기사, 지하방 조씨)
- 2010.12.01 ~ 2010.12.31 권지예 <4월의 물고기> (동네사람)
- 2011.01.01 ~ 2011.01.31 권현숙 <에어홀릭> (전도사, 마상준, 기자, 경민, 규의 작은형, 킬러선배, 준호 부 외)
- 2011.06.01 ~ 2011.06.30 천명관 <고령화 가족> (남자, 환치기 조직 동생)
- 2011.07.01 ~ 2011.07.31 권현숙 <루마니아의 연인> (웨이터, 빅토르, 기자)
- 2011.08.01 ~ 2011.08.31 김탁환 <열하광인> (남공철)
- 2012.01.01 ~ 2012.01.31 한수영 <플루토의 지붕> (친구 2, 나귀몰이꾼, 비보이)

라디오 독서실 (KBS 제2라디오)
- 2010.04.04 조갑상 <통문당> (친구 3)
- 2010.04.25 김중혁 <1F/B1> (비횬개발 K)
- 2010.05.09 오정희 <그 가을의 사랑> (중늙은이)
- 2010.07.04 윤고은 <1인용 식탁> (손님1)
- 2010.07.11 김경욱 <연애의 여왕> (사장)
- 2010.08.08 전건우 <진실게임> (인사부장)
- 2010.08.22 채만식 <논 이야기> (윤첨지)
- 2010.08.29 이기호 <밀수록 다시 가까워지는> (삼촌)
- 2010.10.10 전성태 <소를 줍다> (오쟁 부)
- 2010.10.31 이 상 <날개> (남자)
- 2010.11.14 하성란 <1984년> (시험관)
- 2010.11.21 권여선 <빈 찻잔 놓기> (장감독)
- 2010.11.28 성석제 <인간적이다> (스님, 노인 3)
- 2010.12.05 박완서 <자전거 도둑> (손님 1)
- 2010.12.12 심윤경 <가을볕> (운전사)
- 2010.12.26 한창훈 <밤눈> (남자 2)
- 2011.01.02 이호철 <나상> (경비병 2)
- 2011.01.09 전경린 <강변마을> (아버지)
- 2011.01.16 정재민 <미스터리 존재방식> (김과장)
- 2011.01.23 오세혁 <아빠들의 소꿉놀이> (꾸부정남)
- 2011.02.06 라유경 <낚시> (주인)
- 2011.02.20 해이수 <절정> (최명원)
- 2011.02.27 전광용 <꺼삐딴 리> (의사 1)
- 2011.03.06 김 숨 <아무도 돌아오지 않는 밤> (남자)
- 2011.03.13 최제훈 <그녀의 매듭> (키아누)
- 2011.04.03 김연수 <세계의 끝 여자친구> (중년남)
- 2011.04.10 박민규 <그렇습니까? 기린입니다> (감독)
- 2011.05.08 이명랑 <제삿날> (태호)
- 2011.05.29 최일남 <타령> (기수)
- 2011.06.26 김영현 <깊은 강은 멀리 흐른다> (아버지)
- 2011.08.21 윤영수 <문단속을 제대로 하지 않으면> (동서)
- 2011.08.28 염승숙 <노 웨어 맨> (변호사 1)
- 2011.09.11 이청준 <서편제> (아들)
- 2011.10.02 이혜경 <북촌> (M)
- 2011.10.16 심상대 <묵호를 아는가> (박선장)
- 2011.11.06 이무영 <제1과 제1장> (중년 1)
- 2011.12.04 전성태 <국화를 안고> (오의원)
- 2011.12.25 오세혁 <크리스마스에 30만원을 만날 확률> (아들)
- 2013.01.13 김종광 <낙서문학사 발흥자편> (이시현)
- 2016.08.21 박하익 <마지막 장난> (나)

KBS 무대 (KBS 한민족 방송)
- 2010.03.06 전기수傳奇, 최필의 희망가 (사내 1)
- 2010.04.03 선택
- 2010.04.17 내게도 사랑이
- 2010.05.01 쌍둥이 남매
- 2010.05.29 눈부신 5월의 햇살 속으로 (주인)
- 2010.06.05 도둑 갈매기
- 2010.09.18 반달 송편 (운전사)
- 2010.10.16 헬리콥터, 날개를 접다 (직원 2)
- 2010.11.13 침입자
- 2010.12.11 그의 방이니까요 (조교)
- 2011.01.01 삼식이 블루스 (이동준)
- 2011.02.26 호각소리 (기자2)
- 2011.03.05 고향의 봄 (군청 직원)
- 2011.03.26 꽃 피는 바다 (손님)
- 2011.05.14 사과 꽃 (남자)
- 2011.06.25 나는 누구입니까? (남자)
- 2011.07.30 세여자의 2박3일 (택시기사)
- 2011.09.03 영이누나 (양형사)
- 2011.09.10 우리들의 한가위 (아들)
- 2011.09.24 502호 그 여자 (경찰)
- 2011.11.05 어디선가 나를 찾는 전화벨이 울리고 (세탁소)
- 2011.12.31 해프닝 2011 (이윤석)
- 2012.04.07 외로움도 힘이 된다 (젊은 고정호)

대한민국 경제실록 (KBS 1라디오)
- 2010.04.19 ~ 2010.07.20 제01화 IMF가 있었다 (기자 외)
- 2010.07.21 ~ 2010.09.21 제02화 세계경영, 그 꿈과 좌절의 기록들 (기자 외)
- 2010.09.22 ~ 2010.12.01 제03화 개발연대의 개막 (이형사 외)
- 2010.12.02 ~ 2011.01.26 제04화 경제개발, 그 종잣돈을 찾아라 (오원철 외)
- 2011.01.27 ~ 2011.03.09 제05화 수출입국-영광과 시련의 발자취 (김국장 외)
- 2011.03.10 ~ 2011.04.20 제06화 철의 신화 (박충훈 외)
- 2011.04.21 ~ 2011.06.17 제07화 한국경제의 대동맥 경부고속도로 (박찬표 외)
- 2011.06.20 ~ 2011.08.16 제08화 검은 황금, 오일머니를 잡아라 (이수길 외)
- 2011.08.17 ~ 2011.10.26 제09화 서울, 고도성장의 신화 (이기주 외)
- 2011.10.27 ~ 2011.12.30 제10화 한국경제의 엔진, 자동차 (김기욱 외)

우리말 하나로 (KBS 한민족 방송)
- 2011.01.03 ~ 2011.12.27 (성우 연기)

건강 365 (KBS 제3라디오)
- 2011.01.01 ~ 2011.12.30 <365 건강 뉴스> (콩트 연기, 뉴스 낭독)

다큐멘터리 역사를 찾아서 (KBS 1라디오)
- (연기)

KBS 한민족 방송 특별기획 5부작 <한국의 땅 독도> (KBS 한민족 방송)
- 2010.06.02 제2부 다큐 드라마 <독도, 그 섬의 역사> (울릉군수 심흥택)

KBS 라디오 특집 2부작 <까레이스키 끝나지 않은 유랑> (KBS)
- 2010.09.30 제1부 리야곱과 그의 아들들 (남자)

특집기획 라디오 다큐멘터리, 라디오 드라마 (KBS)
- 2010.03.01 3.1절 특집 다큐멘터리 <우록리의 3.1절> (박 진 장군, 일본 장수, 한국 문교부 관계자)
- 2011.11.30 KBS 안동 방송국 라디오 특집 다큐멘터리 <세계문화유산 1년, 앞으로 100년> (해설)
- 2011.12.16 KBS 1라디오 특집 다큐멘터리 대한민국 철강왕, 그 큰 별이 지다. (정명식 부장)

북방동포 체험수기 특집 <한민족의 얼을 지키는 사람들> (KBS 한민족 방송)
- 2010.12.31 제2부 엄마의 한복 사랑 (동료, 박성곤)

### 드라마CD
- 엘레강트 보이 - 고 상
- 룰러바이 - 엘런
- 기형도 -백설형
- 매리제인 - 크랙